# Ruth Junker
Ruth Junker (født 22. december 1964) er en dansk skuespiller.
Junker er uddannet fra skuespillerskolen ved Odense Teater i 1993.

## Filmografi
- Riget I (1994)
- Riget II (1997)

### Tv-serier
- Strisser på Samsø (1997-1998)